# Harrisburg (Dakota Południowa)
Harrisburg – miasto w Stanach Zjednoczonych, w stanie Dakota Południowa, w hrabstwie Lincoln.